# الاعتداءات الجنسية والسرقة ليلة رأس السنة في ألمانيا

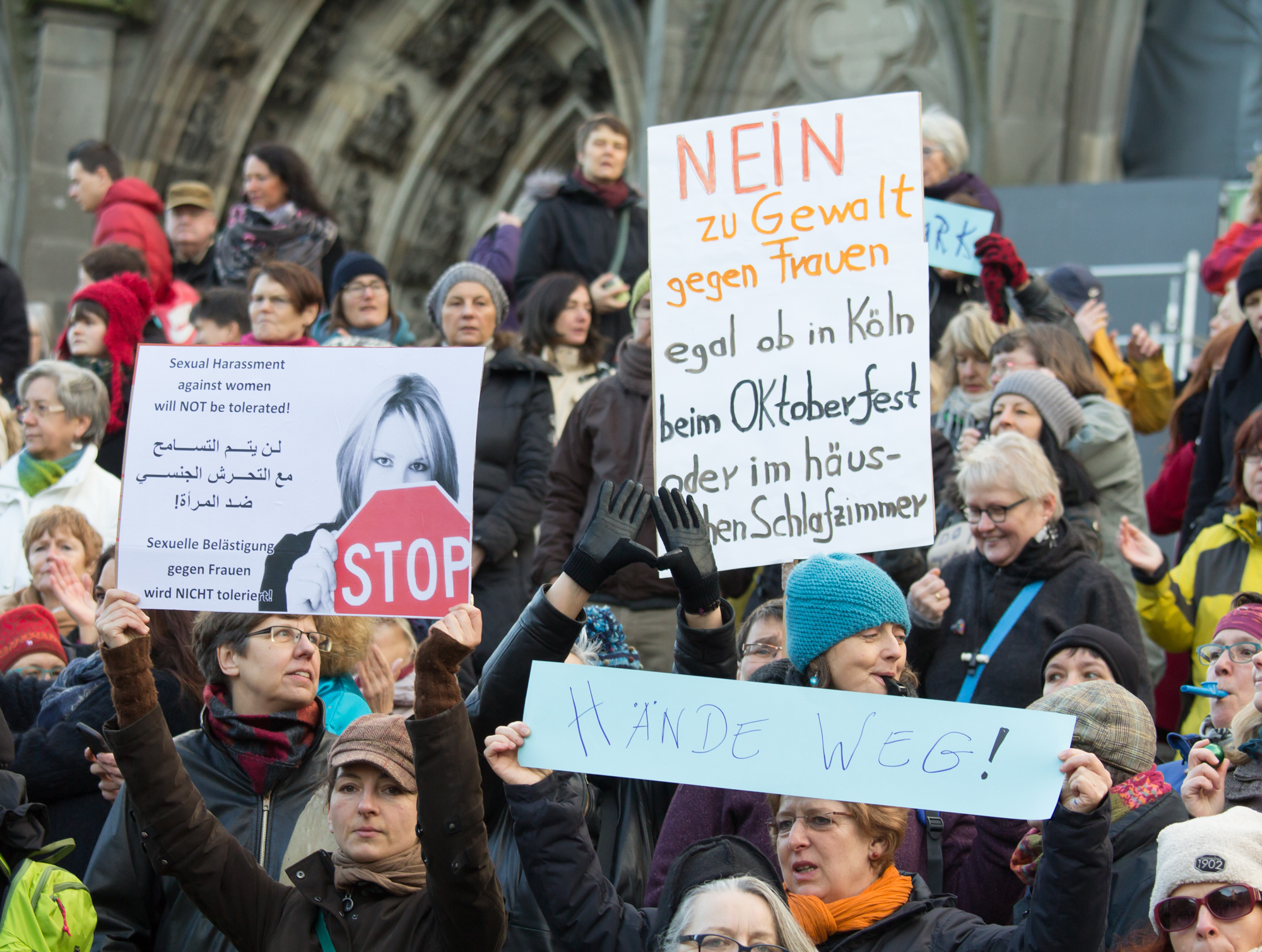
متظاهرون ضد الاعتداءات الجنسية مجتمعين خارج كاثدرالية مدينة كولونيا

خلال احتفالات رأس السنة الميلادية في 31 ديسمبر 2015 تم الإبلاغ عن حالات سرقة واسعة الانتشار واعتداءات جنسية مزعومة بما فيها التلمس، وزُعم وقوع حادثتي اغتصاب على الأقل في ألمانيا، وبشكل أساسي في كولونيا. كما وقعت عدة حوادث في هامبورغ وفرانكفورت، واحدة في شتوتغارت، وسرقة في بيلفلد، واعتداء جنسي مزعوم في دوسلدورف. وإضافة إلى ذلك، أفيد عن اعتداءات مماثلة في النمسا، وفنلندا، وسويسرا، والسويد. أسفرت الاعتداءات عن بداية نقاش في المجتمعين الألماني والأوروبي حول حقوق النساء والأعراف الثقافية والاختلافات بين أوروبا والدول الإسلامية والعلاقة بين الهجرة والجريمة.
وقال مدير شرطة كولونيا فولفغانغ ألبرس الذي أقيل بسبب طريقة تعامله مع الوضع، لبي بي سي بأن منفذي الاعتداءات الجنسية كانوا من أصول عربية وشمال أفريقية وسمى هذا الحادث «بعداً جديداً تماماً للجريمة». وكشفت الشرطة لاحقاً ان 18 من بين 31 مشتبه بهم تعرفت عليهم الشرطة الفدرالية في ليلة رأس السنة كانوا طالبي لجوء ويشتبه في تورطهم بأعمال أذى جسدي خطير وسطو وسرقة.